# Сборная Хорватии по шахматам
Сборная Хорватии по шахматам представляет Хорватию на международных шахматных турнирах. Контроль и организацию осуществляет Хорватская шахматная федерация. Наивысший рейтинг сборной — 2617 (2012).

## Международные турниры
| Шахматная олимпиада | Шахматная олимпиада | Шахматная олимпиада |
| Год                 | Город               | Место               |
| ------------------- | ------------------- | ------------------- |
| 1992                | Манила              | 7 место             |
| 1994                | Москва              | 26 место            |
| 1996                | Ереван              | 16 место            |
| 1998                | Элиста              | 25 место            |
| 2000                | Стамбул             | 43 место            |
| 2002                | Блед                | 23 место            |
| 2004                | Кальвиа             | 46 место            |
| 2006                | Турин               | 25 место            |
| 2008                | Дрезден             | 27 место            |
| 2010                | Ханты-Мансийск      | 32 место            |
| 2012                | Стамбул             | 27 место            |
| 2014                | Тромсё              |                     |
| 2016                | Баку                |                     |

| Командный чемпионат мира | Командный чемпионат мира | Командный чемпионат мира |
| ------------------------ | ------------------------ | ------------------------ |
| 1997                     | Люцерн                   | 6 место                  |

| Командный чемпионат Европы | Командный чемпионат Европы | Командный чемпионат Европы |
| Год                        | Город                      | Место                      |
| -------------------------- | -------------------------- | -------------------------- |
| 1992                       | Дебрецен                   | 7 место                    |
| 1997                       | Пула                       | 7 место                    |
| 1999                       | Батуми                     | 20 место                   |
| 2001                       | Леон                       | 23 место                   |
| 2003                       | Пловдив                    | 27 место                   |
| 2005                       | Гётеборг                   | 18 место                   |
| 2007                       | Ираклион                   | 26 место                   |
| 2009                       | Нови-Сад                   | 26 место                   |
| 2011                       | Порто Каррас               | 21 место                   |
| 2015                       | Рейкьявик                  | 23 место                   |
| 2017                       | Крит                       | 4 место                    |
| 2019                       | Батуми                     | 5 место                    |

## Статистика
| Турнир                     | Участий | Годы      | Лучший результат |
| -------------------------- | ------- | --------- | ---------------- |
| Шахматная олимпиада        | 11      | 1992—2012 | 7 место (1992)   |
| Командный чемпионат мира   | 1       | 1997      | 6 место (1997)   |
| Командный чемпионат Европы | 9       | 1992—2011 | 4 место (2017)   |

## Состав сборной

### Состав сборной 2012
| Доска            | Шахматист        | Рейтинг |
| ---------------- | ---------------- | ------- |
| 1-я              | Иван Шарич       | 2638    |
| 2-я              | Хрвое Стевич     | 2614    |
| 3-я              | Младен Палац     | 2599    |
| 4-я              | Анте Бркич       | 2587    |
| резервная        | Зденко Кожул     | 2616    |
| Сборная Хорватии | Сборная Хорватии | 2617    |

### Гвардейцы
Чаще других за сборную выступали: 
- На шахматных олимпиадах:

1. Зденко Кожул — 10 раз.
2. Огнен Цвитан — 7 раз.
3. Хрвое Стевич — 6 раз.

- На командных чемпионатах Европы: Зденко Кожул (7 раз)

### Трансферы
Ранее несколько игроков сборной Хорватии выступали за Югославию:
- Владимир Ковачевич (1982-1984, 1988-1990)
- Зденко Кожул (1990)
- Богдан Лалич (1989-1990)
- Крунослав Хулак (1977-1990)
- Огнен Цвитан (1989-1990)
- Мишо Цебало  (1983)

| Ушли         | Ушли   | Ушли |
| Шахматист    | Куда   | Год  |
| ------------ | ------ | ---- |
| Иван Морович | Чили   | 2002 |
| Богдан Лалич | Англия | 2003 |

| Пришли       | Пришли               | Пришли |
| Шахматист    | Откуда               | Год    |
| ------------ | -------------------- | ------ |
| Зденко Кожул | Босния и Герцеговина | 1994   |
| Иван Морович | Чили                 | 2000   |

## Достижения

### Индивидуальный зачёт
Шахматная олимпиада
| №     | Шахматист     | Gold | Silver | Bronze | Всего | Примечания                 |
| ----- | ------------- | ---- | ------ | ------ | ----- | -------------------------- |
| 1     | Огнен Цвитан  | 1    |        |        | 1     | 2-я резервная доска (1992) |
| 2     | Роберт Зелчич |      | 1      |        | 1     | 4-я доска (2006)           |
| Всего | Всего         | 1    | 1      |        | 2     |                            |

Командный чемпионат мира по шахматам
Горан Диздар  1-я резервная доска (1997)
Командный чемпионат Европы по шахматам
| №     | Шахматист    | Gold | Silver | Bronze | Всего | Примечания                               |
| ----- | ------------ | ---- | ------ | ------ | ----- | ---------------------------------------- |
| 1     | Младен Палац | 2    |        | 1      | 3     | 3-я доска (1997), 2-я доска (1999, 2005) |
| 2     | Горан Диздар |      |        | 1      | 1     | резервная доска (1992)                   |
| Всего | Всего        | 2    |        | 2      | 4     |                                          |

## Вторая сборная
На домашнем командном чемпионате Европы 1997 года Хорватия на правах хозяев дозаявила вторую сборную, результаты которой ввелись вне конкурса.